# Dolichopus orientalis
Dolichopus orientalis är en tvåvingeart som beskrevs av Octave Parent 1927. Dolichopus orientalis ingår i släktet Dolichopus och familjen styltflugor. Inga underarter finns listade i Catalogue of Life.